# 申又枨
申又枨（1901年—1978年），原名申祖佑，曾用名申幼声，男，山西高平人，中国数学家、数学教育家，曾任北京大学教授。